# Madison megye (Arkansas)
Madison megye az Amerikai Egyesült Államokban, azon belül Arkansas államban található. Megyeszékhelye és legnagyobb városa Huntsville. Lakosainak száma 16 521 fő (2020. április 1.). Madison megye Benton, Washington, Franklin, Carroll, Newton, Johnson és Crawford megyékkel határos.

## Népesség
A megye népességének változása:
| Lakosok száma | 15 685 | 15 680 | 15 615 | 15 701 | 15 767 | 16 521 |
|               | 2010   | 2011   | 2012   | 2013   | 2015   | 2020   |